# Hendes store aften
Hendes store aften er en dansk film fra 1954, instrueret af Annelise Reenberg, der også har skrevet manuskriptet med John Olsen.

## Medvirkende
- Helle Virkner
- Poul Reichhardt
- Johannes Meyer
- Karin Nellemose
- Angelo Bruun
- Bodil Steen
- Olaf Ussing
- Lili Heglund
- Poul Müller
- Ib Schønberg